# Cheikh Anta Diop
Cheikh Anta Diop (29 de diciembre de 1923-7 de febrero de 1986) fue un intelectual, historiador, filósofo, escritor, antropólogo, físico nuclear y político panafricanista senegalés que estudió los orígenes de la raza humana y la cultura africana. El 7 de febrero de 1986, Diop murió en su lecho en Dakar. Le sobrevivieron sus tres hijos y su esposa. Muchos de sus trabajos han sido criticados y tachados de revisionistas y el no valerse de ningún método científico o histórico le ha valido el apelativo de pseudohistoriador.

## Educación
Cheikh Anta Diop nació en Diourbel, Senegal. Sus primeros pasos académicos los dio en una escuela tradicional islámica. Con 23 años fue a París en 1946 para convertirse en físico. Permaneció allí 15 años, estudiando física bajo la dirección de Frédéric Joliot-Curie, yerno de Marie Curie, llegando a traducir partes de la Teoría de la Relatividad de Einstein a su idioma nativo, el wolof.
La educación de Diop -según él- incluyó historia africana, egiptología, lingüística, antropología, economía y sociología.

## Escritos
En 1951, Diop presentó una tesis doctoral en la Universidad de París en la cual argumentó que el antiguo Egipto había sido una cultura negroide, tesis que fue rechazada por no cumplir los requisitos. En 1960, tras reahacerla, obtuvo el doctorado de Honor. En 1955, la tesis había sido publicada en la prensa popular como un libro titulado Nations nègres et culture (Naciones negras y cultura).
Después de 1960 Diop retornó a Senegal, y continuó escribiendo. La Universidad de Dakar estableció un laboratorio de radiocarbón para ayudar en su investigación. Diop fue nombrado presidente del laboratorio y, tras su muerte, la universidad fue nombrada en su honor: Universidad de Dakar Cheikh Anta Diop. Había dicho: 

En la práctica es posible determinar directamente el color de piel y, por tanto, la afiliación étnica de los antiguos egipciones por análisis microscópico en el laboratorio; Dudo si la sagacidad de los investigadores que han estudiado la cuestión ha pasado por alto la posibilidad.

Diop usó esta técnica para determinar el contenido de melanina de las momias egipcias. Varias pruebas se han llevado a cabo en la actualidad, que demuestran lo contrario, incidiendo en que la etnicidad de los antiguos egipcios no distaba demasiado de la actual.  En 1974, participó en un simposium de la Unesco en El Cairo, donde presentó sus teorías a otros especialistas en egiptología, donde fueron rechazadas por ser simplistas, anacrónicas o basadas en la manipulación de los datos. Asimismo, escribió el capítulo acerca de los orígenes de los egipcios en la historia general de África de la UNESCO. Dado que la mayoría de profesores e investigadores acusaron a Diop de manipulación histórica, los editores del volumen escribieron una nota aclaratoria de la oposición a los principios del artículo.

## Obra
Publicó El origen africano de la civilización: mito o realidad en 1974. Proclamó que evidencias arqueológicas y antropológicas apoyaban su postura afrocéntrica de que los faraones eran de origen negroide. Egiptólogos tales como F. Yurco apuntaron que entre los pueblos exteriores a Egipto, los nubios eran los más cercanos genéticamente a los egipcios, compartían la misma cultura en el período predinástico, y empleaban la misma estructura política faraónica. Los últimos descubrimientos del arqueólogo suizo Charles Bonnet en Kerma aportaron luz a las teorías de Diop. Muestran cercanía cultural entre Nubia y el Antiguo Egipto.

## Tributo
Se le ofreció el Grand prix de la mémoire (Gran premio de la memoria) en la edición 2015 de los Grandes Premios de las Asociaciones Literarias (GPAL).